# Marcel Riesz
Marcel Riesz   (Győr, 16 de novembre de 1886 - Lund, 4 de setembre de 1969) va ser un matemàtic suec d'origen hongarès.

## Vida i Obra
Riesz no va haver de batallar amb el seu pare per poder estudiar per professor de matemàtiques com ho havia fet el seu germà gran Frederic. El 1904, després de guanyar el premi de matemàtiques Loránd Eötvös, va ingressar a la universitat de Budapest, en la qual es va doctorar el 1907 sota la direcció de Lipót Fejér. El 1908 va participar en el Congrés Internacional de Matemàtics de Roma, on probablement va conèixer Mittag-Leffler, amb qui va mantenir correspondència els anys següents sobre el mètodes de sumar les sèries de Taylor. El curs 1910-1911 va estar amb el seu germà a París, mentre treballava i estudiava a la biblioteca de la Sorbona.
El 1911 va ser invitat per Mittag-Leffler a donar classes a la universitat d'Estocolm. Va aprendre suec amb rapidesa i va ser força actiu en l'ambient matemàtic d'Estocolm. El 1925 va ser candidat del concurs de professor de matemàtiques de la universitat d'Estocolm, però va sortir escollit Torsten Carleman. Per aquest motiu va optar, l'any següent, per la plaça a la universitat de Lund, que va aconseguir i en la qual va restar fins a la seva jubilació el 1952. Durant els seus anys a Lund va coincidir amb el matemàtic i pintor Nils Zeilon.
Després de retirar-se a Lund, es va traslladar als Estats Units on va ser professor visitant a diverses universitats com Princeton, Stanford, Maryland o Indiana. D'especial interès van ser les seves classes a Maryland en les quals va desenvolupar les seves idees sobre l'equació de Dirac l'àlgebra de Clifford. La primavera de 1960 va caure malalt i una de les seves filles el va acompanyar en el seu viatge de retorn a Lund, on va viure la resta de la seva vida.
Els treballs més importants de Riesz versen sobre les sèries de potències i mètodes de sumabilitat, sèries de Dirichlet i mitjana de Riesz, anàlisi funcional i problema del moment, desigualtat de Bernstein, hipòtesi de Riemann, teorema de F i M Riesz (amb el seu germà), i, a partir de la seva marxa de Lund, la teoria potencial i l'equació d'ona i la teoria de la relativitat (incloent l'equació de Dirac, com ja s'ha dit).